# Seven Sisters (métro de Londres)
Pour les articles homonymes, voir Seven Sisters.
Seven Sisters (en anglais : Seven Sisters Underground Station), est une station de la Victoria line du métro de Londres, en zone Travelcard 3. Elle est située sur la Seven Sisters Road, à Seven Sisters, sur le territoire du borough londonien de Haringey.
Station de correspondance, elle partage ses entrée avec la gare de Seven Sisters de London Overground, située en surface.

## À proximité
- Seven Sisters